# Valkenburgerstraat

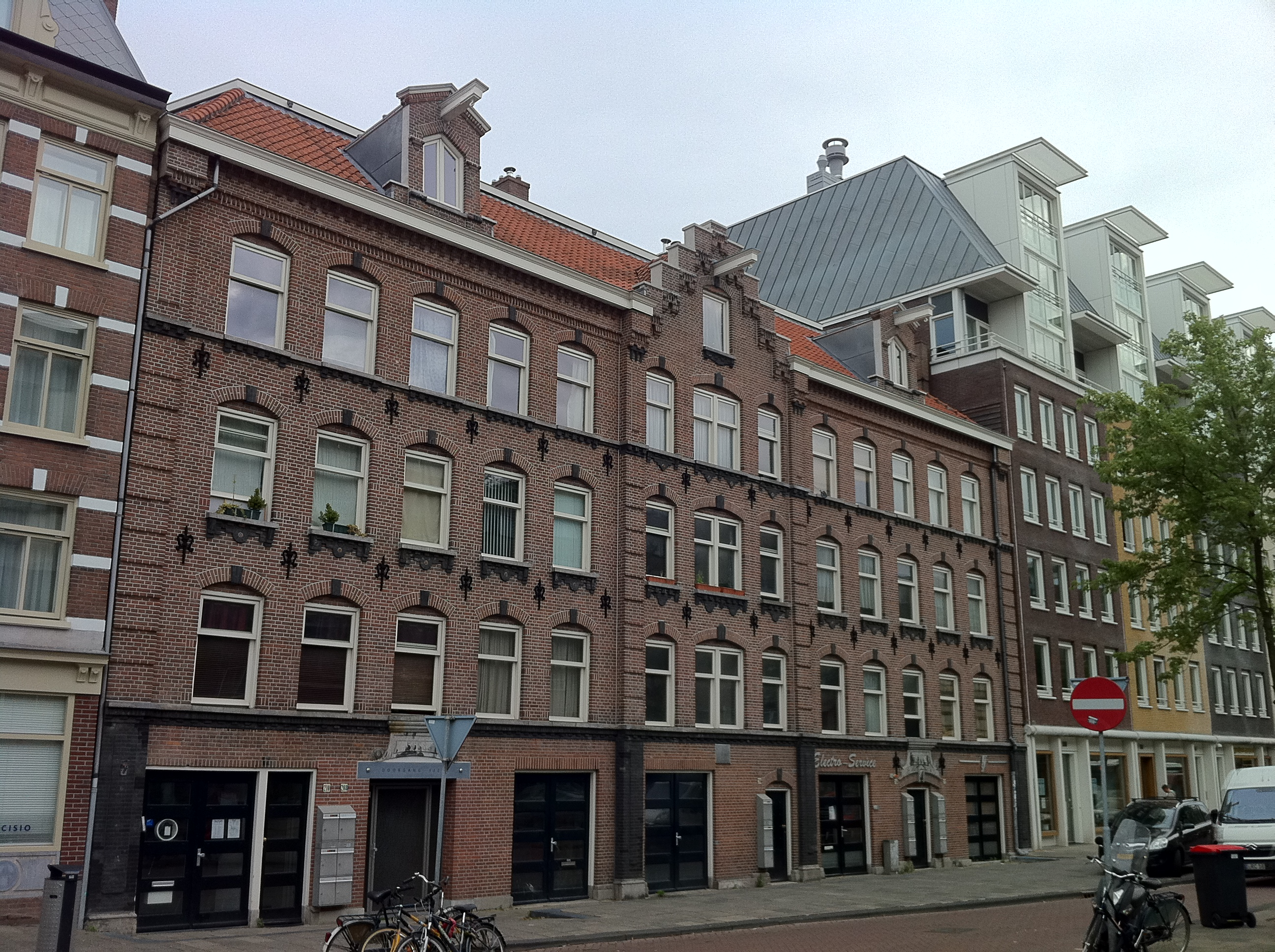
Valkenburgerstraat 202-210 (augustus 2011)

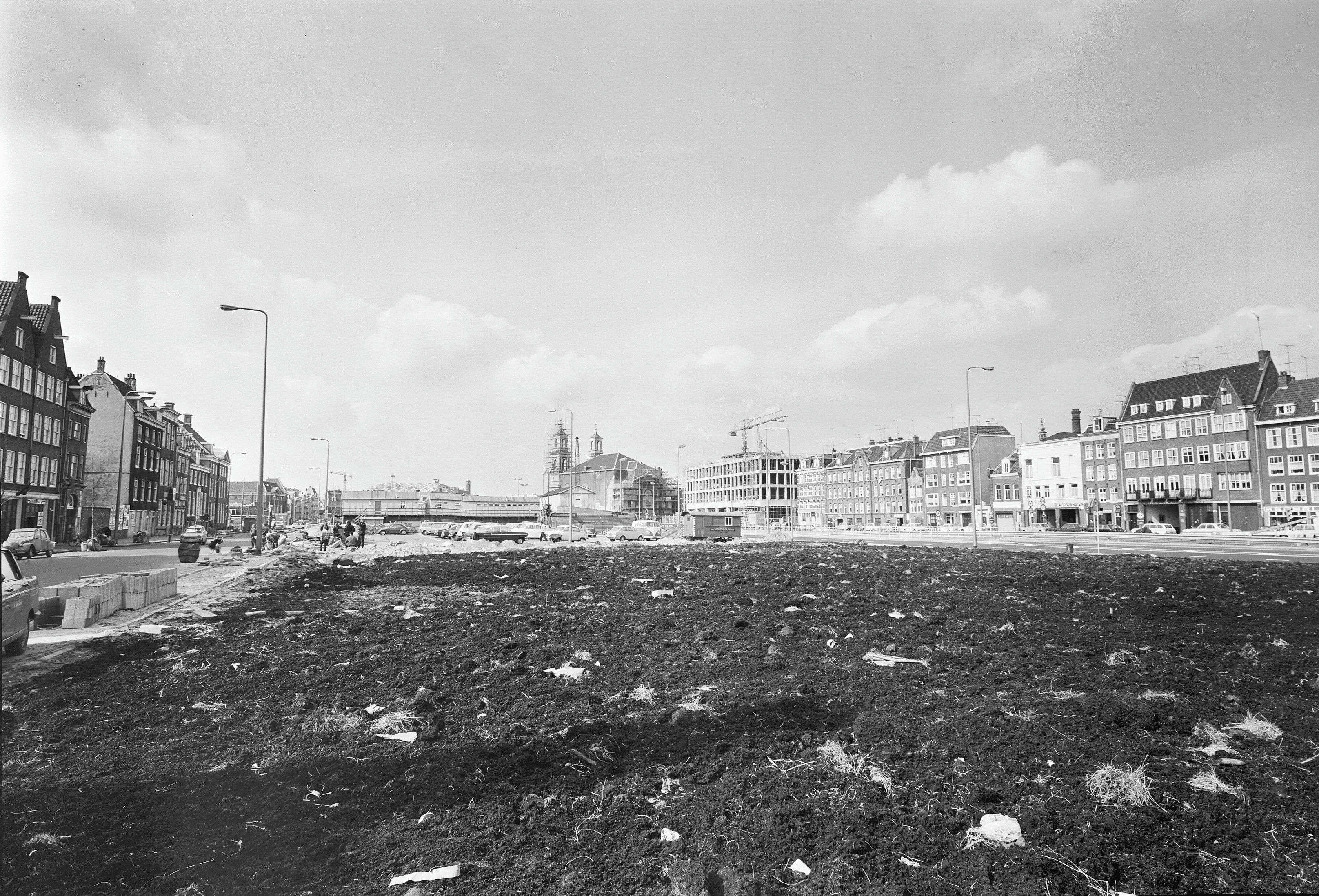
Varastrook met rechts Valkenburgerstraat in 1970

De Valkenburgerstraat is een straat in Amsterdam-Centrum.

## Geschiedenis en ligging
De straat is vernoemd naar het eiland Valkenburg of Marken/Marcken dat omstreeks 1600 binnen de grenzen van Amsterdam kwam te liggen. Het eiland staat al vermeld op de kaart van Pieter Bast uit 1599 al was er toen nauwelijks bebouwing aanwezig. Op de kaart van Gerrit de Broen van midden 18e eeuw wordt melding gemaakt van een Markenstraat, die midden over het eiland voert. Midden 19e eeuw doet de naam Valkenburgerstraat ineens opgang, maar er wordt nog vermeld dat het op Marken ligt. Vanuit de straat lopen allerlei “gangen”. De herkomst van de naam Valkenburg is niet bekend. Mogelijk was het een gevelsteen van een voormalig huis of een scheepswerf. De straat begint vanaf midden jaren zestig van de 20e eeuw in het verlengde van de Foeliestraat (bij kruising Anne Frankstraat) en eindigt bij het Mr. Visserplein.
Alle oorspronkelijke bebouwing is verdwenen. Al eind 19e eeuw is er sprake van huisjesmelkers, die arme bewoners relatief veel huur laten betalen voor krotten. De straat ligt dan in de Jodenbuurt; bewoners zijn vanwege de armoe in dichtheid van bevolking gevoelig voor epidemieën. Om ziekten in toom te houden opende Amsterdam in 1891 in de Markengrachtschool een schoolkinderenbadhuis. In 1893 wordt de straat getroffen door een uitslaande brand bij de broodfabriek De Haan, waarbij meerdere huizen verloren gingen. Aan de straat stond eeuwenlang de synagoge der Broederschap Sjangerij Tsion.

### Saneringsplannen
De straat kende veel krotten in onhygiënische donkere gangetjes en steegjes. Zo was ter hoogte van huisnummer 195 de Roode Leeuwengang, waar ruim 300 Joden verdeeld over 39 eenkamerwoningen in mensonterende omstandigheden woonden. Er was geen stromend water en riolering, men moest zijn emmer legen in de boldootwagen. In 1926 zijn er grootscheepse saneringsplannen; de straat wordt een schandevlek van de stad genoemd. De gemeente wilde 532 woningen onbewoonbaar verklaren. Er vindt in de jaren daarna sloop plaats; er ontstaan lege plekken tussen nog bewoonde krotten. In 1929 werd de synagoge gesloten en gesloopt. In de Tweede Wereldoorlog worden veel Joodse bewoners afgevoerd en vermoord.

### Varastrook
Vanaf 1952 ontwikkelt de gemeente plannen waarbij de straat wordt opgeofferd voor een aan- en afvoerweg voor de IJtunnel. Er wordt een doorgaande route gecreëerd met de route  Wibautstraat, Weesperstraat, Mr. Visserplein, Valkenburgerstraat, Foeliestraat en IJtunnel; een nieuwe sanering werd doorgevoerd. Tijdens de bouw van de tunnel moet de gemeente opnieuw een onteigeningsprocedure in gang zetten; er staan nog te veel panden in de weg om het verkeer vlot te kunnen laten doorstromen. De Valkenburgerstraat van de toekomst moet ongeveer 18 meter breed worden. Midden jaren 1980 werd er even over gedacht de Valkenburgerstraat verdiept aan te leggen tussen de tunnels aan begin en eind; het voorstel haalde het niet, al werd er tot in de jaren 1990 over gesproken. Er bleef jarenlang een open wond in de binnenstad met als enige gebouw het politie- en brandweerbureau. Eind 1991 wordt besloten dat de zogenaamde Varastrook (Valkenburgerstraat en Rapenburgerstraat), ontstaan door demping van de Markengracht in 1968, bebouwd zal worden volgens ontwerpen van Atelier PRO uit Den Haag. Toch zou het tot ongeveer 2000 duren voordat de straat gereed was.  De Varastrook had van 1977 tot 1988 gediend als alternatief voor de rommelmarkt van het Waterlooplein toen daar gebouwd werd aan de Stopera. 
Een opmerkelijk ensemble is een bouwblok van vijf woningen Valkenburgerstraat 202-210, gebouwd in 1877 staat het aan alle kanten omringd door stadsvernieuwing.

## Kunst
Bij het politie- en brandweerbureau staat de Sirene van Nic Jonk. In een blind geveldeel op de hoek Anne Frankstraat bevindt zich het Gedenkteken De Leeuw van Cephas Stauthamer.